# Julián Coronel
Julián Coronel (23 ottobre 1958) è un ex calciatore paraguaiano, di ruolo portiere.

## Carriera

### Club
Ha giocato nella prima divisione paraguaiana ed in quella cilena.

### Nazionale
Con la nazionale paraguaiana ha partecipato al campionato del mondo 1986; in precedenza aveva partecipato anche ai Mondiali Under-20 del 1979.

## Palmarès

### Club

#### Competizioni nazionali
- Campionato paraguaiano: 1

Guaraní: 1984